# Мала Чрешњевица
Мала Чрешњевица или Мала Трешњевица је насељено место у саставу општине Питомача у Вировитичко-подравској жупанији, Република Хрватска.

## Историја
Почетком 20. века место "Мала Трешњевица" је било село - православна парохија којој су припадала као филијале околна насеља: Грабровница, Дињевац, Питомача, Рибњачка и Велика Трешњевица.
Политичка општина се налазила у Питомачи а црквена у месту. Од 1214 домова, њих 125 били су српски. Када је реч о становништву, од укупног броја 7466, на православне Србе је отпадало 748 или 10%. У Трешњевици су тада православна црква и комунална школа, док су пошта и телеграф били у Питомачи.
Председник и перовођа црквене општине 1905. године био је поп Андрија Басарић, родом из Северина. Парохијско звање је основано 1844. године, али црквене матрикуле се воде од 1785. године. Православна парохија је 6. платежне класе, има парохијски дом и земљишну сесију, а српско православно гробље је и у Малој и у Великој Трешњевици.
Школа је 1905/1906. године комунална, са једним школским здањем у Великој Трешњевици и учитељем римокатоликом. Ученика у редовној настави било је 31, а у пофторној још 12 ђака.
До територијалне реорганизације у Хрватској налазила се у саставу старе општине Ђурђевац.

## Храм
У Малој Чрешњевици, код оближње Грабровнице, се налазе остаци православног храма посвећеног 318 Богоносних отаца (Првог васељенског сабора), кога су саградили 1722, углавном богати православни трговци. Храм је обнављан 1763, када му је дозидан торањ. Посебну вредност храма некада је представљао барокни иконостас, са галеријом икона. Постојао је и парохијски дом из 1750, који је уништен у току Другог светског рата. Било је више покушаја да се храм сруши, знатно су га оштетили хрватски екстремисти минирањем на почетку рата 1991, а 2007. године у олујном невремену су се срушили звоник и део зидина храма.
У храму је крштен књижевник Петар Прерадовић, а са северне стране се налазе гробови његових родитеља.

## Становништво
На попису становништва 2011. године, Мала Чрешњевица је имала 199 становника.

## Попис1991.
На попису становништва 1991. године, насељено место Мала Чрешњевица је имало 244 становника, следећег националног састава:
| Попис 1991.‍  | Попис 1991.‍  | Попис 1991.‍ | Попис 1991.‍ | Попис 1991.‍ |
| ------------ | ------------ | ----------- | ----------- | ----------- |
|              |              |             |             |             |
| Хрвати       | Хрвати       |             | 237         | 97,13%      |
| Срби         | Срби         |             | 4           | 1,63%       |
| неопредељени | неопредељени |             | 1           | 0,40%       |
| непознато    | непознато    |             | 2           | 0,81%       |
| укупно: 244  |              |             |             |             |